# 8è Festival Internacional de Cinema de Canes
El 8è Festival Internacional de Cinema de Canes es va dur a terme del 26 d'abril a 10 de maig de 1955. La Palma d'Or fou atorgada a la pel·lícula estatunidenca Marty de Delbert Mann. El festival va obrir amb Du rififi chez les hommes de Jules Dassin i va tancar amb Carmen Jones d'Otto Preminger.
Fins al festival de 1954 la manera capritxosa en que es van adjudicar diversos premis havia generat moltes crítiques. En resposta a això, a partir de 1955, el jurat estava format per personalitats estrangeres de la indústria cinematogràfica. En 1955, fou atorgada la primera Palma d'Or com a gran premi del Festival.

## Jurat

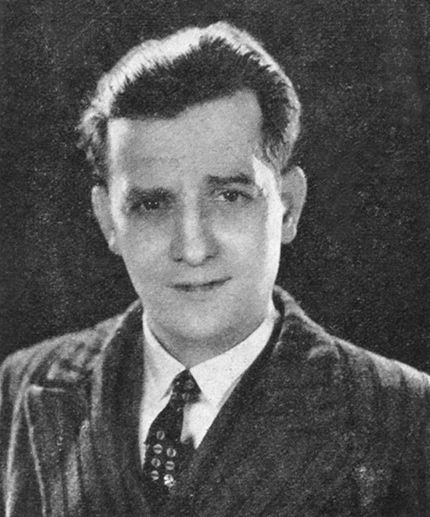
Marcel Pagnol, President del jurat

El jurat de la competició de 1955 era format per les següents persones:
Pel·lícules
- Marcel Pagnol (França) President
- Marcel Achard (França)
- Juan Antonio Bardem (Espanya)
- A. Dignimont (França)
- Jacques-Pierre Frogerais (França)
- Leopold Lindtberg (Suïssa)
- Anatole Litvak (EUA)
- Isa Miranda (Itàlia)
- Leonard Mosley (GB)
- Jean Nery (França)
- Serguei Iutkevitx (URSS)

Curtmetratges
- Jacques Doniol-Valcroze (França)
- Herman van der Horst (Països Baixos)
- Marcel Ichac (França)
- Karl Korn (Alemanya)
- Jean Perdrix (França)

## Pel·lícules en competició
Les pel·lícules següents competien per la Palma d'Or:
- Conspiració del silenci de John Sturges
- Biraj Bahu de Bimal Roy
- Bolxaia Semia de Iosif Kheifits
- Le Dossier noir d'André Cayatte
- Boot Polish de Prakash Arora
- Carmen Jones d'Otto Preminger
- Els amants crucificats (Chikamatsu Monogatari) de Kenji Mizoguchi
- The Country Girl de George Seaton
- Det brenner i natt! de Arne Skouen
- Psohlavci de Martin Frič
- A l'est de l'edèn d'Elia Kazan
- The End of the Affair d'Edward Dmytryk
- Un extraño en la escalera de Tulio Demicheli
- L'oro di Napoli de Vittorio De Sica
- Herois de Xipka (Geroite na Shipka) de Sergei Vasilyev
- Giv'a 24 Eina Ona de Thorold Dickinson
- Jedda de Charles Chauvel
- A Kid for Two Farthings dw Carol Reed
- Hayat ou maut de Kamal El Sheikh
- Liliomfi deKároly Makk
- Continente perduto de Leonardo Bonzi, Mario Craveri, Enrico Gras, Angelo Francesco Lavagnino i Giorgio Moser
- Ludwig II: Glanz und Ende eines Königs de Helmut Käutner
- Marty de Delbert Mann
- Marcelino pan y vino de Ladislao Vajda
- Die Mücke de Walter Reisch
- Onna no koyomi de Seiji Hisamatsu
- Rififi (Du rififi chez les hommes) de Jules Dassin
- Romeo i Julieta (Romeo i Dzhulyetta) de Lev Arnshtam i Leonid Lavrovsky
- Raíces de Benito Alazraki
- Samba Fantástico de Jean Manzon i René Persin
- Senhime de Keigo Kimura
- Il segno di Venere de Dino Risi
- Stélla de Michael Cacoyannis

## Pel·lícules fora de competició
Les següents pel·lícules foren seleccionades per ser mostrades fora de competició:
- Italia K2 de Marcello Balbi
- Les trésors de la Mer Rouge de Michel Rocca

## Competició de curtmetratges
Els següents curts competien per la Palma d'Or al millor curtmetratge:
- 2'21"6 Butterfly Stroke: Dolphin-Kick de T. Mijata
- A esperanca e' eterna de Marcos Margulies
- Aggtelek d'Ágoston Kollányi
- Arte popular Portuguesa de João Mendes
- Black on White de John Read
- Blinkity Blank de Norman McLaren
- Bow Bells d'Anthony Simmons
- Bronsalder de Lars Krantz
- Bush Doctor (film) de Jean P. Palardy
- Cyrk de Wlodzimierz Haupe
- De sable et de feu de Jean Jabely
- Den standhaftige Tinnsoldat d'Ivo Caprino
- Der Schatz des Abendlandes d'Ernst Stephan Niessner, Edmund Von Hammer
- Dobreho vojak svejk de Jiří Trnka
- Dock d'Emile Degelin
- Guardians of the Soil de David Millin
- Host de Thor Arnijot Udvang, Carsten Munch
- Images préhistoriques d'Arcady (director), Thomas L. Rowe
- In cantec si dans de Ion Bostan
- Isole di fuoco de Vittorio De Seta
- Jakten over sporene d'Erik Borge
- L'homme dans la lumière de René Lucot
- La ciudad blanca de Waldo Cerruto
- La grande pèche de Henri Fabiani
- Le conte de ma vie de Jørgen Roos
- Les jardiniers d'Allah de Michel Clarence
- Niedzielny poranek d'Andrzej Munk
- Nos forets d'Auguste Kern
- Op de spitsen de Rudi Hornecker
- Opici cisar de Jan Lacko
- Illa de Sakhalín (Ostrov Sakhalin) de Vassili Katanian, Eldar Ryazanov
- Pierre Romain desfossez de Gérard De Boe
- Pulsschlag der Zeit de René Boeniger
- Symphony of Life de T.A. Abraham
- The Golden River de Pittamandalam Venktatachalapathy Pathy
- The Story of Light de Joop Geesink
- Tickets Please d'Emil Nofal
- Trois coquillages de Tunisie de Roger Mauge
- When Magoo Flew de Pete Burness
- Zolotaya Antilopa de Lev Atamànov

## Premis

### Premis oficials
Le següents pel·lícules i persones van rebre premis en 1955:
- Palma d'Or: Marty de Delbert Mann
- Millor director:
  - Jules Dassin per Rififi (Du rififi chez les hommes)
  - Sergei Vasilyev per Herois de Xipka (Geroite na Shipka)
- Tribut: Giv'a 24 Eina Ona de Thorold Dickinson
- Premi a la millor actuació: (en 1955 i 1956 aquest premi es va donar sense diferenciació de gènere)
  - Spencer Tracy per Conspiració del silenci
- Premi especial del jurat: Continente perduto de Leonardo Bonzi, Mario Craveri, Enrico Gras, Angelo Francesco Lavagnino i Giorgio Moser
- Millor pel·lícula dramàtica: A l'est de l'edèn d'Elia Kazan
- Millor pel·lícula lírica: Romeo i Julieta (Romeo i Dzhulyetta) de Lev Arnshtam i Leonid Lavrovsky
- Distinció a dos nens:
  - Kumary Naaz per la seva interpretació d'actriu a Boot Polish
  - Pablito Calvo per la seva interpretació d'actor a Marcelino pan y vino

Curtmetratges
- Palma d'Or al millor curtmetratge: Blinkity Blank de Norman McLaren
- Distinció especial: Zolotaya Antilopa de Lev Atamanov
- Millor curt documental: Isole di fuoco de Vittorio De Seta
- Prix du reportage filmé: La grande pêche d'Henri Fabiani

### Premis Independents
Premi FIPRESCI
- Muerte de un ciclista de Juan Antonio Bardem
- Raíces de Benito Alazraki

Premi OCIC
- Marty de Delbert Mann
- Menció especial: Marcelino pan y vino de Ladislao Vajda

## Mèdia
- Institut National de l'Audiovisuel: Obertura del festival de 1955 (comentari en francès)
- INA: darrers moments del festival de 1955 (comentari en francès)